# Gianfranco Stella
Gianfranco Stella (né le 20 décembre 1938 à Asiago, dans la province de Vicence, en Vénétie) est un fondeur italien.

## Palmarès

### Jeux olympiques
| Épreuve / Édition | Innsbruck 1964 | Grenoble 1968 | Sapporo 1972 |
| 15 km             |                | 13e           | 28e          |
| 30 km             | 18e            | 23e           |              |

### Championnats du monde
| Épreuve / Édition | Oslo 1966 |
| 4 × 10 km         | Bronze    |